# Гулдинг (Флорида)
Гулдинг (енгл. Goulding) насељено је место без административног статуса у америчкој савезној држави Флорида.

## Демографија
По попису из 2010. године број становника је 4.102, што је 382 (-8,5%) становника мање него 2000. године.
| Група             | 2000.         | 2010.         |
| Белци             | 1.100 (24,5%) | 1.011 (24,6%) |
| Афроамериканци    | 3.249 (72,5%) | 2.535 (61,8%) |
| Азијати           | 27 (0,6%)     | 78 (1,9%)     |
| Хиспаноамериканци | 69 (1,5%)     | 415 (10,1%)   |
| Укупно            | 4.484         | 4.102         |